# Lista di asteroidi (797001-798000)
Di seguito una lista di asteroidi dal numero 797001  al 798000 con data di scoperta e scopritore.

## 797001–797100
| Nome   | Designazione provvisoria | Data di scoperta | Scopritore            |
| ------ | ------------------------ | ---------------- | --------------------- |
| 797001 | 2010 VP248               | 11 novembre 2010 | Mount Lemmon Survey   |
| 797002 | 2010 VO249               | 8 novembre 2010  | Mount Lemmon Survey   |
| 797003 | 2010 VS250               | 1 novembre 2010  | Mount Lemmon Survey   |
| 797004 | 2010 VR257               | 21 maggio 2014   | Pan-STARRS            |
| 797005 | 2010 VT258               | 3 novembre 2010  | Mount Lemmon Survey   |
| 797006 | 2010 VA259               | 3 novembre 2010  | Mount Lemmon Survey   |
| 797007 | 2010 VM264               | 2 novembre 2010  | Mount Lemmon Survey   |
| 797008 | 2010 VD265               | 12 novembre 2010 | Mount Lemmon Survey   |
| 797009 | 2010 VM265               | 12 novembre 2010 | Mount Lemmon Survey   |
| 797010 | 2010 VL267               | 2 novembre 2010  | Mount Lemmon Survey   |
| 797011 | 2010 VW270               | 2 novembre 2010  | Mount Lemmon Survey   |
| 797012 | 2010 VE271               | 6 novembre 2010  | Mount Lemmon Survey   |
| 797013 | 2010 VF271               | 2 novembre 2010  | Mount Lemmon Survey   |
| 797014 | 2010 VW273               | 8 novembre 2010  | Mount Lemmon Survey   |
| 797015 | 2010 VM274               | 13 novembre 2010 | Mount Lemmon Survey   |
| 797016 | 2010 VK276               | 10 novembre 2010 | Mount Lemmon Survey   |
| 797017 | 2010 VD277               | 3 novembre 2010  | Spacewatch            |
| 797018 | 2010 VM277               | 11 novembre 2010 | Mount Lemmon Survey   |
| 797019 | 2010 VV277               | 3 novembre 2010  | Spacewatch            |
| 797020 | 2010 VY278               | 1 novembre 2010  | Mount Lemmon Survey   |
| 797021 | 2010 VY280               | 6 novembre 2010  | Mount Lemmon Survey   |
| 797022 | 2010 VD281               | 1 novembre 2010  | Mount Lemmon Survey   |
| 797023 | 2010 VH283               | 2 novembre 2010  | Mount Lemmon Survey   |
| 797024 | 2010 VO283               | 9 novembre 2010  | Mount Lemmon Survey   |
| 797025 | 2010 VO284               | 10 novembre 2010 | Mount Lemmon Survey   |
| 797026 | 2010 VU284               | 8 novembre 2010  | Mount Lemmon Survey   |
| 797027 | 2010 WA2                 | 26 novembre 2010 | Mount Lemmon Survey   |
| 797028 | 2010 WL5                 | 29 ottobre 2010  | Spacewatch            |
| 797029 | 2010 WX10                | 26 novembre 2010 | Mount Lemmon Survey   |
| 797030 | 2010 WZ10                | 26 novembre 2010 | Mount Lemmon Survey   |
| 797031 | 2010 WN17                | 29 ottobre 2010  | Spacewatch            |
| 797032 | 2010 WS18                | 7 gennaio 2006   | Spacewatch            |
| 797033 | 2010 WD22                | 14 ottobre 2010  | Mount Lemmon Survey   |
| 797034 | 2010 WM22                | 27 novembre 2010 | Mount Lemmon Survey   |
| 797035 | 2010 WC23                | 27 novembre 2010 | Mount Lemmon Survey   |
| 797036 | 2010 WV24                | 27 novembre 2010 | Mount Lemmon Survey   |
| 797037 | 2010 WE26                | 1 marzo 2008     | Spacewatch            |
| 797038 | 2010 WY29                | 27 novembre 2010 | Mount Lemmon Survey   |
| 797039 | 2010 WJ30                | 27 novembre 2010 | Mount Lemmon Survey   |
| 797040 | 2010 WZ30                | 13 novembre 2010 | Spacewatch            |
| 797041 | 2010 WY35                | 27 novembre 2010 | Mount Lemmon Survey   |
| 797042 | 2010 WA37                | 27 novembre 2010 | Mount Lemmon Survey   |
| 797043 | 2010 WB41                | 27 novembre 2010 | Mount Lemmon Survey   |
| 797044 | 2010 WW43                | 27 novembre 2010 | Mount Lemmon Survey   |
| 797045 | 2010 WA53                | 28 novembre 2010 | Mount Lemmon Survey   |
| 797046 | 2010 WF58                | 30 novembre 2010 | Mount Lemmon Survey   |
| 797047 | 2010 WK64                | 28 novembre 2010 | Spacewatch            |
| 797048 | 2010 WO77                | 2 settembre 2014 | Pan-STARRS            |
| 797049 | 2010 WE78                | 17 novembre 2010 | Spacewatch            |
| 797050 | 2010 WK78                | 28 novembre 2010 | Mount Lemmon Survey   |
| 797051 | 2010 WA80                | 25 novembre 2010 | Mount Lemmon Survey   |
| 797052 | 2010 WF80                | 26 novembre 2010 | Mount Lemmon Survey   |
| 797053 | 2010 XH6                 | 2 dicembre 2010  | Mount Lemmon Survey   |
| 797054 | 2010 XY6                 | 2 dicembre 2010  | Mount Lemmon Survey   |
| 797055 | 2010 XL7                 | 2 dicembre 2010  | Mount Lemmon Survey   |
| 797056 | 2010 XU12                | 2 dicembre 2010  | L. Elenin             |
| 797057 | 2010 XA19                | 4 dicembre 2010  | Mount Lemmon Survey   |
| 797058 | 2010 XW19                | 5 settembre 2010 | Mount Lemmon Survey   |
| 797059 | 2010 XA23                | 7 ottobre 2004   | Spacewatch            |
| 797060 | 2010 XC27                | 1 dicembre 2010  | Mount Lemmon Survey   |
| 797061 | 2010 XH29                | 27 novembre 2010 | Mount Lemmon Survey   |
| 797062 | 2010 XZ31                | 12 gennaio 2016  | Pan-STARRS            |
| 797063 | 2010 XE32                | 24 agosto 2005   | NEAT                  |
| 797064 | 2010 XU33                | 2 dicembre 2010  | Mount Lemmon Survey   |
| 797065 | 2010 XN41                | 5 dicembre 2010  | Spacewatch            |
| 797066 | 2010 XW52                | 6 dicembre 2010  | Mount Lemmon Survey   |
| 797067 | 2010 XC53                | 11 novembre 2010 | Mount Lemmon Survey   |
| 797068 | 2010 XS58                | 3 dicembre 2010  | C. Barbieri           |
| 797069 | 2010 XA61                | 7 febbraio 2008  | Spacewatch            |
| 797070 | 2010 XQ68                | 11 dicembre 2010 | CSS                   |
| 797071 | 2010 XM82                | 3 dicembre 2010  | Mount Lemmon Survey   |
| 797072 | 2010 XO92                | 3 dicembre 2010  | Mount Lemmon Survey   |
| 797073 | 2010 XA94                | 10 dicembre 2010 | Mount Lemmon Survey   |
| 797074 | 2010 XF94                | 1 dicembre 2010  | Mount Lemmon Survey   |
| 797075 | 2010 XP97                | 7 dicembre 2010  | Mount Lemmon Survey   |
| 797076 | 2010 XH98                | 2 dicembre 2010  | Mount Lemmon Survey   |
| 797077 | 2010 XB100               | 16 aprile 2012   | Pan-STARRS            |
| 797078 | 2010 XC104               | 16 novembre 2014 | Mount Lemmon Survey   |
| 797079 | 2010 XL106               | 14 gennaio 2018  | Pan-STARRS            |
| 797080 | 2010 XW106               | 10 dicembre 2010 | Mount Lemmon Survey   |
| 797081 | 2010 XW107               | 3 dicembre 2010  | Mount Lemmon Survey   |
| 797082 | 2010 XD108               | 8 giugno 2018    | Pan-STARRS            |
| 797083 | 2010 XV109               | 14 dicembre 2010 | Mount Lemmon Survey   |
| 797084 | 2010 XB110               | 8 dicembre 2010  | Mount Lemmon Survey   |
| 797085 | 2010 XR111               | 8 dicembre 2010  | L. Elenin             |
| 797086 | 2010 XV112               | 2 dicembre 2010  | Mount Lemmon Survey   |
| 797087 | 2010 XP113               | 6 dicembre 2010  | Mount Lemmon Survey   |
| 797088 | 2010 XV114               | 4 dicembre 2010  | Mount Lemmon Survey   |
| 797089 | 2010 XJ116               | 3 dicembre 2010  | Mount Lemmon Survey   |
| 797090 | 2010 XQ118               | 6 dicembre 2010  | Mount Lemmon Survey   |
| 797091 | 2010 XV119               | 3 dicembre 2010  | Mount Lemmon Survey   |
| 797092 | 2010 XS121               | 2 dicembre 2010  | Mount Lemmon Survey   |
| 797093 | 2010 XH122               | 8 dicembre 2010  | Mount Lemmon Survey   |
| 797094 | 2010 XK122               | 13 dicembre 2010 | Mount Lemmon Survey   |
| 797095 | 2010 XQ123               | 6 dicembre 2010  | Mount Lemmon Survey   |
| 797096 | 2010 XN124               | 5 dicembre 2010  | Mount Lemmon Survey   |
| 797097 | 2010 YY2                 | 30 dicembre 2010 | Z. Kuli, K. Sárneczky |
| 797098 | 2010 YH4                 | 8 dicembre 2010  | Spacewatch            |
| 797099 | 2010 YK6                 | 22 ottobre 2014  | Mount Lemmon Survey   |
| 797100 | 2010 YT6                 | 25 dicembre 2010 | Mount Lemmon Survey   |

## 797101–797200
| Nome   | Designazione provvisoria | Data di scoperta | Scopritore                   |
| ------ | ------------------------ | ---------------- | ---------------------------- |
| 797101 | 2010 YY6                 | 25 dicembre 2010 | Mount Lemmon Survey          |
| 797102 | 2011 AX2                 | 3 gennaio 2011   | Mount Lemmon Survey          |
| 797103 | 2011 AJ6                 | 4 gennaio 2011   | Mount Lemmon Survey          |
| 797104 | 2011 AF16                | 17 dicembre 2003 | LINEAR                       |
| 797105 | 2011 AB20                | 23 gennaio 2006  | Spacewatch                   |
| 797106 | 2011 AE20                | 8 gennaio 2011   | Mount Lemmon Survey          |
| 797107 | 2011 AC25                | 12 dicembre 2010 | L. Elenin                    |
| 797108 | 2011 AG26                | 8 gennaio 2011   | Spacewatch                   |
| 797109 | 2011 AM27                | 16 agosto 2001   | NEAT                         |
| 797110 | 2011 AP29                | 8 gennaio 2011   | Mount Lemmon Survey          |
| 797111 | 2011 AY32                | 10 gennaio 2011  | Mount Lemmon Survey          |
| 797112 | 2011 AL34                | 10 gennaio 2011  | T. V. Kryachko, B. Satovskij |
| 797113 | 2011 AH40                | 1 dicembre 2010  | Mount Lemmon Survey          |
| 797114 | 2011 AC44                | 10 gennaio 2011  | Spacewatch                   |
| 797115 | 2011 AB45                | 10 gennaio 2011  | Spacewatch                   |
| 797116 | 2011 AT46                | 10 gennaio 2011  | Spacewatch                   |
| 797117 | 2011 AU53                | 3 dicembre 2010  | Mount Lemmon Survey          |
| 797118 | 2011 AK55                | 14 dicembre 2010 | Mount Lemmon Survey          |
| 797119 | 2011 AR59                | 12 gennaio 2011  | Mount Lemmon Survey          |
| 797120 | 2011 AJ64                | 14 gennaio 2011  | Mount Lemmon Survey          |
| 797121 | 2011 AQ71                | 14 gennaio 2011  | Mount Lemmon Survey          |
| 797122 | 2011 AC77                | 10 gennaio 2011  | Mount Lemmon Survey          |
| 797123 | 2011 AS82                | 12 gennaio 2011  | Mount Lemmon Survey          |
| 797124 | 2011 AC83                | 14 gennaio 2011  | Mount Lemmon Survey          |
| 797125 | 2011 AT86                | 8 gennaio 2011   | Mount Lemmon Survey          |
| 797126 | 2011 AO87                | 8 gennaio 2011   | Spacewatch                   |
| 797127 | 2011 AB88                | 10 gennaio 2011  | Mount Lemmon Survey          |
| 797128 | 2011 AC88                | 14 gennaio 2011  | Spacewatch                   |
| 797129 | 2011 AN88                | 10 gennaio 2011  | Mount Lemmon Survey          |
| 797130 | 2011 AC90                | 17 novembre 2014 | Pan-STARRS                   |
| 797131 | 2011 AJ93                | 12 gennaio 2011  | Mount Lemmon Survey          |
| 797132 | 2011 AQ93                | 14 gennaio 2011  | Mount Lemmon Survey          |
| 797133 | 2011 AR93                | 4 gennaio 2011   | Mount Lemmon Survey          |
| 797134 | 2011 AU93                | 13 gennaio 2011  | Mount Lemmon Survey          |
| 797135 | 2011 AZ95                | 11 gennaio 2011  | Spacewatch                   |
| 797136 | 2011 AK96                | 8 gennaio 2011   | Mount Lemmon Survey          |
| 797137 | 2011 AE97                | 12 gennaio 2011  | Mount Lemmon Survey          |
| 797138 | 2011 AT99                | 5 gennaio 2011   | Mount Lemmon Survey          |
| 797139 | 2011 AZ100               | 13 gennaio 2011  | Mount Lemmon Survey          |
| 797140 | 2011 AN101               | 3 gennaio 2011   | Mount Lemmon Survey          |
| 797141 | 2011 AW101               | 14 gennaio 2011  | Mount Lemmon Survey          |
| 797142 | 2011 AE102               | 12 gennaio 2011  | Mount Lemmon Survey          |
| 797143 | 2011 AG102               | 2 gennaio 2011   | Mount Lemmon Survey          |
| 797144 | 2011 AO102               | 13 gennaio 2011  | Mount Lemmon Survey          |
| 797145 | 2011 AT104               | 14 gennaio 2011  | Spacewatch                   |
| 797146 | 2011 AW104               | 15 dicembre 2006 | Mount Lemmon Survey          |
| 797147 | 2011 AE105               | 9 gennaio 2011   | R. Holmes                    |
| 797148 | 2011 AN107               | 14 gennaio 2011  | Mount Lemmon Survey          |
| 797149 | 2011 AX108               | 2 gennaio 2011   | Mount Lemmon Survey          |
| 797150 | 2011 AZ109               | 14 gennaio 2011  | Mount Lemmon Survey          |
| 797151 | 2011 AH112               | 14 gennaio 2011  | Mount Lemmon Survey          |
| 797152 | 2011 BP                  | 3 gennaio 2011   | Mount Lemmon Survey          |
| 797153 | 2011 BB8                 | 13 dicembre 2010 | Mount Lemmon Survey          |
| 797154 | 2011 BU21                | 5 dicembre 2010  | Mount Lemmon Survey          |
| 797155 | 2011 BM24                | 28 gennaio 2011  | Pan-STARRS                   |
| 797156 | 2011 BE25                | 24 gennaio 2011  | CSS                          |
| 797157 | 2011 BU25                | 23 gennaio 2011  | Mount Lemmon Survey          |
| 797158 | 2011 BV28                | 26 gennaio 2011  | Mount Lemmon Survey          |
| 797159 | 2011 BE31                | 26 gennaio 2011  | Mount Lemmon Survey          |
| 797160 | 2011 BD44                | 30 gennaio 2011  | Z. Kuli, K. Sárneczky        |
| 797161 | 2011 BW57                | 30 gennaio 2011  | Mount Lemmon Survey          |
| 797162 | 2011 BQ58                | 30 gennaio 2011  | Mount Lemmon Survey          |
| 797163 | 2011 BC64                | 8 dicembre 2010  | Mount Lemmon Survey          |
| 797164 | 2011 BN74                | 5 febbraio 2011  | Pan-STARRS                   |
| 797165 | 2011 BR74                | 5 febbraio 2011  | Pan-STARRS                   |
| 797166 | 2011 BD89                | 7 febbraio 2002  | Spacewatch                   |
| 797167 | 2011 BS97                | 29 gennaio 2011  | Mount Lemmon Survey          |
| 797168 | 2011 BC108               | 10 febbraio 2011 | Mount Lemmon Survey          |
| 797169 | 2011 BY110               | 16 gennaio 2005  | Osservatorio di Mauna Kea    |
| 797170 | 2011 BA111               | 5 febbraio 2011  | Pan-STARRS                   |
| 797171 | 2011 BM113               | 5 febbraio 2011  | Pan-STARRS                   |
| 797172 | 2011 BC114               | 26 febbraio 2011 | Mount Lemmon Survey          |
| 797173 | 2011 BP116               | 24 gennaio 2011  | Mount Lemmon Survey          |
| 797174 | 2011 BA120               | 28 ottobre 2005  | Mount Lemmon Survey          |
| 797175 | 2011 BJ120               | 14 marzo 2007    | Spacewatch                   |
| 797176 | 2011 BN123               | 10 febbraio 2011 | Mount Lemmon Survey          |
| 797177 | 2011 BO125               | 27 gennaio 2011  | Mount Lemmon Survey          |
| 797178 | 2011 BR125               | 27 gennaio 2011  | Mount Lemmon Survey          |
| 797179 | 2011 BR127               | 28 gennaio 2011  | Mount Lemmon Survey          |
| 797180 | 2011 BY130               | 28 gennaio 2011  | Mount Lemmon Survey          |
| 797181 | 2011 BZ131               | 28 gennaio 2011  | Mount Lemmon Survey          |
| 797182 | 2011 BT132               | 28 gennaio 2011  | Mount Lemmon Survey          |
| 797183 | 2011 BC133               | 29 gennaio 2011  | Spacewatch                   |
| 797184 | 2011 BY136               | 29 gennaio 2011  | Mount Lemmon Survey          |
| 797185 | 2011 BX141               | 8 gennaio 2011   | Mount Lemmon Survey          |
| 797186 | 2011 BJ146               | 29 gennaio 2011  | Mount Lemmon Survey          |
| 797187 | 2011 BA150               | 29 gennaio 2011  | Mount Lemmon Survey          |
| 797188 | 2011 BG152               | 8 dicembre 2010  | Mount Lemmon Survey          |
| 797189 | 2011 BJ154               | 27 gennaio 2011  | Mount Lemmon Survey          |
| 797190 | 2011 BN156               | 4 novembre 2005  | Mount Lemmon Survey          |
| 797191 | 2011 BM157               | 29 gennaio 2011  | Mount Lemmon Survey          |
| 797192 | 2011 BV159               | 16 marzo 2007    | Mount Lemmon Survey          |
| 797193 | 2011 BF160               | 29 gennaio 2011  | Mount Lemmon Survey          |
| 797194 | 2011 BN160               | 10 gennaio 2011  | Mount Lemmon Survey          |
| 797195 | 2011 BE168               | 26 febbraio 2011 | Mount Lemmon Survey          |
| 797196 | 2011 BD175               | 19 aprile 2017   | Mount Lemmon Survey          |
| 797197 | 2011 BJ176               | 16 marzo 2012    | Pan-STARRS                   |
| 797198 | 2011 BP176               | 3 agosto 2016    | Pan-STARRS                   |
| 797199 | 2011 BU176               | 28 gennaio 2011  | Mount Lemmon Survey          |
| 797200 | 2011 BC177               | 31 marzo 2012    | Spacewatch                   |

## 797201–797300
| Nome   | Designazione provvisoria | Data di scoperta  | Scopritore            |
| ------ | ------------------------ | ----------------- | --------------------- |
| 797201 | 2011 BP177               | 7 febbraio 2011   | Mount Lemmon Survey   |
| 797202 | 2011 BT177               | 30 gennaio 2011   | Pan-STARRS            |
| 797203 | 2011 BD178               | 30 gennaio 2011   | Mount Lemmon Survey   |
| 797204 | 2011 BU179               | 27 gennaio 2011   | Mount Lemmon Survey   |
| 797205 | 2011 BX179               | 30 gennaio 2011   | Mount Lemmon Survey   |
| 797206 | 2011 BS180               | 17 settembre 1995 | Spacewatch            |
| 797207 | 2011 BB182               | 7 febbraio 2011   | Mount Lemmon Survey   |
| 797208 | 2011 BZ182               | 20 giugno 2013    | Pan-STARRS            |
| 797209 | 2011 BU183               | 12 settembre 2016 | Mount Lemmon Survey   |
| 797210 | 2011 BC186               | 17 novembre 2014  | Mount Lemmon Survey   |
| 797211 | 2011 BX189               | 2 settembre 2014  | Pan-STARRS            |
| 797212 | 2011 BJ190               | 4 marzo 2016      | Pan-STARRS            |
| 797213 | 2011 BC191               | 26 gennaio 2011   | Mount Lemmon Survey   |
| 797214 | 2011 BH191               | 27 agosto 2014    | Pan-STARRS            |
| 797215 | 2011 BF192               | 28 ottobre 2014   | Pan-STARRS            |
| 797216 | 2011 BL193               | 29 gennaio 2011   | Mount Lemmon Survey   |
| 797217 | 2011 BM194               | 23 gennaio 2011   | Mount Lemmon Survey   |
| 797218 | 2011 BT194               | 29 gennaio 2011   | Mount Lemmon Survey   |
| 797219 | 2011 BH195               | 27 gennaio 2011   | Mount Lemmon Survey   |
| 797220 | 2011 BK195               | 30 gennaio 2011   | Mount Lemmon Survey   |
| 797221 | 2011 BY196               | 29 gennaio 2011   | Mount Lemmon Survey   |
| 797222 | 2011 BV197               | 30 gennaio 2011   | Pan-STARRS            |
| 797223 | 2011 BL198               | 26 gennaio 2011   | CSS                   |
| 797224 | 2011 BS201               | 23 gennaio 2011   | Mount Lemmon Survey   |
| 797225 | 2011 BA203               | 25 gennaio 2011   | Spacewatch            |
| 797226 | 2011 BM203               | 28 gennaio 2011   | Mount Lemmon Survey   |
| 797227 | 2011 BK204               | 23 gennaio 2011   | Mount Lemmon Survey   |
| 797228 | 2011 BO205               | 30 gennaio 2011   | Mount Lemmon Survey   |
| 797229 | 2011 BR205               | 29 gennaio 2011   | Mount Lemmon Survey   |
| 797230 | 2011 BU205               | 29 gennaio 2011   | Mount Lemmon Survey   |
| 797231 | 2011 BG206               | 29 gennaio 2011   | Mount Lemmon Survey   |
| 797232 | 2011 BJ208               | 29 gennaio 2011   | Mount Lemmon Survey   |
| 797233 | 2011 BO208               | 30 gennaio 2011   | Mount Lemmon Survey   |
| 797234 | 2011 BR208               | 26 gennaio 2011   | Spacewatch            |
| 797235 | 2011 BM210               | 22 gennaio 2015   | Pan-STARRS            |
| 797236 | 2011 BX210               | 29 gennaio 2011   | Mount Lemmon Survey   |
| 797237 | 2011 BY211               | 23 gennaio 2011   | Mount Lemmon Survey   |
| 797238 | 2011 CO7                 | 5 febbraio 2011   | Mount Lemmon Survey   |
| 797239 | 2011 CT7                 | 6 febbraio 2011   | Spacewatch            |
| 797240 | 2011 CZ12                | 5 febbraio 2011   | Mount Lemmon Survey   |
| 797241 | 2011 CF16                | 4 febbraio 2011   | CSS                   |
| 797242 | 2011 CJ24                | 1 febbraio 2011   | Z. Kuli, K. Sárneczky |
| 797243 | 2011 CD27                | 8 dicembre 2010   | Mount Lemmon Survey   |
| 797244 | 2011 CG28                | 28 gennaio 2011   | Mount Lemmon Survey   |
| 797245 | 2011 CX28                | 5 febbraio 2011   | Mount Lemmon Survey   |
| 797246 | 2011 CJ31                | 16 gennaio 2011   | Mount Lemmon Survey   |
| 797247 | 2011 CS32                | 1 febbraio 2017   | Mount Lemmon Survey   |
| 797248 | 2011 CV38                | 5 febbraio 2011   | Mount Lemmon Survey   |
| 797249 | 2011 CX40                | 8 febbraio 2011   | Mount Lemmon Survey   |
| 797250 | 2011 CD41                | 8 febbraio 2011   | Mount Lemmon Survey   |
| 797251 | 2011 CJ49                | 7 febbraio 2011   | Spacewatch            |
| 797252 | 2011 CN55                | 27 gennaio 2011   | Mount Lemmon Survey   |
| 797253 | 2011 CO56                | 8 febbraio 2011   | Mount Lemmon Survey   |
| 797254 | 2011 CR59                | 8 febbraio 2011   | Mount Lemmon Survey   |
| 797255 | 2011 CB64                | 10 febbraio 2011  | Mount Lemmon Survey   |
| 797256 | 2011 CS65                | 5 febbraio 2011   | CSS                   |
| 797257 | 2011 CA69                | 30 gennaio 2011   | Mount Lemmon Survey   |
| 797258 | 2011 CA73                | 5 febbraio 2011   | CSS                   |
| 797259 | 2011 CK77                | 3 febbraio 2011   | Z. Kuli, K. Sárneczky |
| 797260 | 2011 CL86                | 15 marzo 2002     | NEAT                  |
| 797261 | 2011 CC89                | 5 febbraio 2011   | Pan-STARRS            |
| 797262 | 2011 CJ89                | 1 febbraio 2011   | Spacewatch            |
| 797263 | 2011 CA98                | 5 febbraio 2011   | Pan-STARRS            |
| 797264 | 2011 CW98                | 10 novembre 2009  | Spacewatch            |
| 797265 | 2011 CN99                | 5 febbraio 2011   | Pan-STARRS            |
| 797266 | 2011 CL102               | 5 febbraio 2011   | Pan-STARRS            |
| 797267 | 2011 CR102               | 5 febbraio 2011   | Pan-STARRS            |
| 797268 | 2011 CV102               | 6 marzo 2011      | Mount Lemmon Survey   |
| 797269 | 2011 CC108               | 5 febbraio 2011   | Pan-STARRS            |
| 797270 | 2011 CW118               | 10 febbraio 2011  | Mount Lemmon Survey   |
| 797271 | 2011 CA121               | 7 febbraio 2011   | Mount Lemmon Survey   |
| 797272 | 2011 CT121               | 30 gennaio 2011   | Mount Lemmon Survey   |
| 797273 | 2011 CL122               | 26 febbraio 2011  | Mount Lemmon Survey   |
| 797274 | 2011 CU123               | 13 febbraio 2011  | Mount Lemmon Survey   |
| 797275 | 2011 CA124               | 26 febbraio 2011  | Mount Lemmon Survey   |
| 797276 | 2011 CZ124               | 22 febbraio 2017  | Mount Lemmon Survey   |
| 797277 | 2011 CN125               | 5 febbraio 2011   | Mount Lemmon Survey   |
| 797278 | 2011 CS126               | 5 febbraio 2011   | Pan-STARRS            |
| 797279 | 2011 CC129               | 7 febbraio 2011   | Mount Lemmon Survey   |
| 797280 | 2011 CP129               | 8 febbraio 2011   | Mount Lemmon Survey   |
| 797281 | 2011 CU129               | 13 febbraio 2011  | Mount Lemmon Survey   |
| 797282 | 2011 CP134               | 9 febbraio 2011   | Mount Lemmon Survey   |
| 797283 | 2011 CU134               | 5 febbraio 2011   | Mount Lemmon Survey   |
| 797284 | 2011 CV134               | 13 febbraio 2011  | Mount Lemmon Survey   |
| 797285 | 2011 CV135               | 5 febbraio 2011   | Pan-STARRS            |
| 797286 | 2011 CG136               | 10 febbraio 2011  | Mount Lemmon Survey   |
| 797287 | 2011 CL137               | 11 febbraio 2011  | Mount Lemmon Survey   |
| 797288 | 2011 CG138               | 7 febbraio 2011   | Mount Lemmon Survey   |
| 797289 | 2011 CD139               | 8 febbraio 2011   | Mount Lemmon Survey   |
| 797290 | 2011 CP140               | 7 febbraio 2011   | Mount Lemmon Survey   |
| 797291 | 2011 CL143               | 8 febbraio 2011   | Mount Lemmon Survey   |
| 797292 | 2011 CO144               | 10 febbraio 2011  | Mount Lemmon Survey   |
| 797293 | 2011 CQ144               | 7 febbraio 2011   | Mount Lemmon Survey   |
| 797294 | 2011 CE146               | 4 aprile 2016     | Pan-STARRS            |
| 797295 | 2011 CP146               | 8 febbraio 2011   | Mount Lemmon Survey   |
| 797296 | 2011 CR147               | 11 febbraio 2011  | Mount Lemmon Survey   |
| 797297 | 2011 CU147               | 10 febbraio 2011  | Mount Lemmon Survey   |
| 797298 | 2011 CW147               | 7 febbraio 2011   | Mount Lemmon Survey   |
| 797299 | 2011 CZ148               | 5 febbraio 2011   | Pan-STARRS            |
| 797300 | 2011 CG149               | 5 febbraio 2011   | Pan-STARRS            |

## 797301–797400
| Nome   | Designazione provvisoria | Data di scoperta  | Scopritore            |
| ------ | ------------------------ | ----------------- | --------------------- |
| 797301 | 2011 CJ149               | 8 febbraio 2011   | Mount Lemmon Survey   |
| 797302 | 2011 CN149               | 7 febbraio 2011   | Mount Lemmon Survey   |
| 797303 | 2011 CO149               | 7 febbraio 2011   | Mount Lemmon Survey   |
| 797304 | 2011 CM150               | 7 febbraio 2011   | Mount Lemmon Survey   |
| 797305 | 2011 CR150               | 7 febbraio 2011   | Mount Lemmon Survey   |
| 797306 | 2011 CH151               | 5 febbraio 2011   | Pan-STARRS            |
| 797307 | 2011 CK151               | 7 febbraio 2011   | Mount Lemmon Survey   |
| 797308 | 2011 CY151               | 5 febbraio 2011   | Pan-STARRS            |
| 797309 | 2011 CD152               | 7 febbraio 2011   | Mount Lemmon Survey   |
| 797310 | 2011 CZ153               | 11 febbraio 2011  | Mount Lemmon Survey   |
| 797311 | 2011 CW154               | 8 febbraio 2011   | Mount Lemmon Survey   |
| 797312 | 2011 CC156               | 10 febbraio 2011  | Mount Lemmon Survey   |
| 797313 | 2011 DH                  | 22 febbraio 2011  | Spacewatch            |
| 797314 | 2011 DL1                 | 22 febbraio 2011  | Spacewatch            |
| 797315 | 2011 DV1                 | 22 febbraio 2011  | Spacewatch            |
| 797316 | 2011 DO3                 | 23 febbraio 2011  | Spacewatch            |
| 797317 | 2011 DJ7                 | 25 febbraio 2011  | Mount Lemmon Survey   |
| 797318 | 2011 DH9                 | 25 febbraio 2011  | Mount Lemmon Survey   |
| 797319 | 2011 DG12                | 7 febbraio 2011   | Mount Lemmon Survey   |
| 797320 | 2011 DB15                | 25 febbraio 2011  | Mount Lemmon Survey   |
| 797321 | 2011 DM16                | 20 novembre 2009  | Mount Lemmon Survey   |
| 797322 | 2011 DT16                | 25 febbraio 2011  | Mount Lemmon Survey   |
| 797323 | 2011 DZ30                | 25 febbraio 2011  | Mount Lemmon Survey   |
| 797324 | 2011 DA39                | 27 ottobre 2005   | Spacewatch            |
| 797325 | 2011 DW47                | 8 gennaio 2011    | Mount Lemmon Survey   |
| 797326 | 2011 DX52                | 22 febbraio 2011  | Spacewatch            |
| 797327 | 2011 DZ53                | 5 settembre 2013  | Spacewatch            |
| 797328 | 2011 DA55                | 4 ottobre 2016    | Mount Lemmon Survey   |
| 797329 | 2011 DC56                | 25 febbraio 2011  | Mount Lemmon Survey   |
| 797330 | 2011 DK56                | 25 febbraio 2011  | Mount Lemmon Survey   |
| 797331 | 2011 DQ56                | 25 febbraio 2011  | Mount Lemmon Survey   |
| 797332 | 2011 DW56                | 22 febbraio 2011  | Spacewatch            |
| 797333 | 2011 DU59                | 26 febbraio 2011  | Mount Lemmon Survey   |
| 797334 | 2011 DX60                | 25 febbraio 2011  | Mount Lemmon Survey   |
| 797335 | 2011 DY60                | 26 febbraio 2011  | Mount Lemmon Survey   |
| 797336 | 2011 ES                  | 8 febbraio 2011   | Mount Lemmon Survey   |
| 797337 | 2011 EX1                 | 13 febbraio 2011  | Mount Lemmon Survey   |
| 797338 | 2011 EY1                 | 7 febbraio 2011   | Mount Lemmon Survey   |
| 797339 | 2011 EW2                 | 10 febbraio 2011  | Mount Lemmon Survey   |
| 797340 | 2011 EU18                | 29 gennaio 2011   | Spacewatch            |
| 797341 | 2011 EV22                | 26 febbraio 2011  | Mount Lemmon Survey   |
| 797342 | 2011 ER29                | 7 marzo 2011      | W. Bickel             |
| 797343 | 2011 EP32                | 4 marzo 2011      | Mount Lemmon Survey   |
| 797344 | 2011 EH34                | 4 marzo 2011      | Mount Lemmon Survey   |
| 797345 | 2011 EU45                | 10 marzo 2011     | Spacewatch            |
| 797346 | 2011 EC47                | 9 marzo 2011      | C. Rinner, F. Kugel   |
| 797347 | 2011 EM47                | 4 marzo 2011      | R. Apitzsch           |
| 797348 | 2011 EJ57                | 12 marzo 2011     | Mount Lemmon Survey   |
| 797349 | 2011 EA59                | 12 marzo 2011     | Mount Lemmon Survey   |
| 797350 | 2011 EG59                | 12 marzo 2011     | Mount Lemmon Survey   |
| 797351 | 2011 EB61                | 12 marzo 2011     | Mount Lemmon Survey   |
| 797352 | 2011 EB64                | 9 marzo 2011      | Mount Lemmon Survey   |
| 797353 | 2011 EB65                | 9 marzo 2011      | Mount Lemmon Survey   |
| 797354 | 2011 EH67                | 10 marzo 2011     | Spacewatch            |
| 797355 | 2011 EN67                | 8 febbraio 2011   | Mount Lemmon Survey   |
| 797356 | 2011 EA76                | 4 marzo 2011      | Mount Lemmon Survey   |
| 797357 | 2011 EC76                | 4 marzo 2011      | CSS                   |
| 797358 | 2011 EP79                | 9 febbraio 2011   | Mount Lemmon Survey   |
| 797359 | 2011 EN80                | 14 marzo 2011     | Mount Lemmon Survey   |
| 797360 | 2011 EV88                | 3 marzo 2011      | E. Schwab             |
| 797361 | 2011 EC89                | 1 marzo 2011      | Mount Lemmon Survey   |
| 797362 | 2011 EM89                | 5 marzo 2011      | Mount Lemmon Survey   |
| 797363 | 2011 EA95                | 15 dicembre 2006  | Spacewatch            |
| 797364 | 2011 EC95                | 9 marzo 2011      | Mount Lemmon Survey   |
| 797365 | 2011 ED95                | 14 marzo 2011     | Mount Lemmon Survey   |
| 797366 | 2011 EW95                | 10 marzo 2011     | CSS                   |
| 797367 | 2011 EW96                | 11 marzo 2011     | Spacewatch            |
| 797368 | 2011 EV99                | 1 marzo 2011      | CSS                   |
| 797369 | 2011 EY100               | 2 marzo 2011      | Spacewatch            |
| 797370 | 2011 EL103               | 2 marzo 2011      | Mount Lemmon Survey   |
| 797371 | 2011 EV104               | 2 marzo 2011      | Spacewatch            |
| 797372 | 2011 EM105               | 6 marzo 2011      | Spacewatch            |
| 797373 | 2011 EJ108               | 11 marzo 2011     | Mount Lemmon Survey   |
| 797374 | 2011 EX110               | 14 marzo 2011     | Mount Lemmon Survey   |
| 797375 | 2011 EK113               | 29 gennaio 2011   | Mount Lemmon Survey   |
| 797376 | 2011 EM114               | 13 marzo 2011     | Spacewatch            |
| 797377 | 2011 EO114               | 8 marzo 2011      | Mount Lemmon Survey   |
| 797378 | 2011 EH115               | 6 marzo 2011      | Mount Lemmon Survey   |
| 797379 | 2011 EW115               | 10 marzo 2011     | Spacewatch            |
| 797380 | 2011 FG2                 | 25 marzo 2011     | Mount Lemmon Survey   |
| 797381 | 2011 FL5                 | 24 marzo 2011     | Z. Kuli, K. Sárneczky |
| 797382 | 2011 FZ13                | 27 marzo 2011     | Mount Lemmon Survey   |
| 797383 | 2011 FM14                | 28 marzo 2011     | Mount Lemmon Survey   |
| 797384 | 2011 FB15                | 28 marzo 2011     | Mount Lemmon Survey   |
| 797385 | 2011 FG15                | 28 marzo 2011     | Mount Lemmon Survey   |
| 797386 | 2011 FT25                | 29 marzo 2011     | Z. Kuli, K. Sárneczky |
| 797387 | 2011 FW34                | 25 febbraio 2011  | Spacewatch            |
| 797388 | 2011 FA49                | 30 marzo 2011     | Mount Lemmon Survey   |
| 797389 | 2011 FA52                | 28 marzo 2011     | Mount Lemmon Survey   |
| 797390 | 2011 FG55                | 29 dicembre 2005  | Spacewatch            |
| 797391 | 2011 FY66                | 27 marzo 2011     | Mount Lemmon Survey   |
| 797392 | 2011 FZ88                | 25 marzo 2011     | Pan-STARRS            |
| 797393 | 2011 FZ90                | 28 marzo 2011     | Mount Lemmon Survey   |
| 797394 | 2011 FV95                | 29 marzo 2011     | Mount Lemmon Survey   |
| 797395 | 2011 FF96                | 29 marzo 2011     | Mount Lemmon Survey   |
| 797396 | 2011 FJ98                | 30 marzo 2011     | Mount Lemmon Survey   |
| 797397 | 2011 FM109               | 19 settembre 2017 | Pan-STARRS            |
| 797398 | 2011 FP110               | 1 aprile 2011     | Mount Lemmon Survey   |
| 797399 | 2011 FS111               | 1 aprile 2011     | Mount Lemmon Survey   |
| 797400 | 2011 FL112               | 28 settembre 2008 | Mount Lemmon Survey   |

## 797401–797500
| Nome   | Designazione provvisoria | Data di scoperta  | Scopritore          |
| ------ | ------------------------ | ----------------- | ------------------- |
| 797401 | 2011 FV114               | 2 aprile 2011     | Mount Lemmon Survey |
| 797402 | 2011 FU116               | 2 aprile 2011     | Mount Lemmon Survey |
| 797403 | 2011 FJ118               | 2 aprile 2011     | Mount Lemmon Survey |
| 797404 | 2011 FU119               | 2 aprile 2011     | Mount Lemmon Survey |
| 797405 | 2011 FN121               | 6 aprile 2011     | Mount Lemmon Survey |
| 797406 | 2011 FN122               | 5 aprile 2011     | Mount Lemmon Survey |
| 797407 | 2011 FD123               | 5 aprile 2011     | Mount Lemmon Survey |
| 797408 | 2011 FK123               | 5 aprile 2011     | Mount Lemmon Survey |
| 797409 | 2011 FD124               | 3 settembre 2008  | Spacewatch          |
| 797410 | 2011 FW139               | 5 aprile 2011     | Mount Lemmon Survey |
| 797411 | 2011 FL146               | 16 ottobre 2009   | Mount Lemmon Survey |
| 797412 | 2011 FB155               | 27 marzo 2011     | Mount Lemmon Survey |
| 797413 | 2011 FF155               | 21 maggio 2004    | Spacewatch          |
| 797414 | 2011 FG156               | 1 aprile 2011     | Mount Lemmon Survey |
| 797415 | 2011 FS159               | 1 aprile 2016     | Pan-STARRS          |
| 797416 | 2011 FD161               | 8 agosto 2004     | LONEOS              |
| 797417 | 2011 FC162               | 28 ottobre 2014   | Pan-STARRS          |
| 797418 | 2011 FX164               | 7 marzo 2016      | Pan-STARRS          |
| 797419 | 2011 FS165               | 3 ottobre 2013    | Pan-STARRS          |
| 797420 | 2011 FX165               | 16 marzo 2016     | Pan-STARRS          |
| 797421 | 2011 FM166               | 23 novembre 2014  | Pan-STARRS          |
| 797422 | 2011 FE168               | 26 marzo 2011     | Pan-STARRS          |
| 797423 | 2011 FF168               | 27 marzo 2011     | Mount Lemmon Survey |
| 797424 | 2011 FG168               | 27 marzo 2011     | Spacewatch          |
| 797425 | 2011 FH170               | 3 ottobre 2018    | Pan-STARRS 2        |
| 797426 | 2011 FK170               | 28 ottobre 2017   | Pan-STARRS          |
| 797427 | 2011 FP171               | 25 marzo 2011     | Pan-STARRS          |
| 797428 | 2011 GV1                 | 11 marzo 2011     | Spacewatch          |
| 797429 | 2011 GC2                 | 1 aprile 2011     | Spacewatch          |
| 797430 | 2011 GT5                 | 2 aprile 2011     | Mount Lemmon Survey |
| 797431 | 2011 GY8                 | 2 aprile 2011     | Mount Lemmon Survey |
| 797432 | 2011 GJ9                 | 2 aprile 2011     | Mount Lemmon Survey |
| 797433 | 2011 GE18                | 30 marzo 2011     | Mount Lemmon Survey |
| 797434 | 2011 GT18                | 2 aprile 2011     | Mount Lemmon Survey |
| 797435 | 2011 GY19                | 2 aprile 2011     | Mount Lemmon Survey |
| 797436 | 2011 GT28                | 1 aprile 2011     | Spacewatch          |
| 797437 | 2011 GS39                | 27 marzo 2011     | Mount Lemmon Survey |
| 797438 | 2011 GH40                | 14 marzo 2004     | Spacewatch          |
| 797439 | 2011 GG41                | 2 marzo 2011      | Spacewatch          |
| 797440 | 2011 GU43                | 4 aprile 2011     | Mount Lemmon Survey |
| 797441 | 2011 GJ76                | 26 marzo 2011     | Mount Lemmon Survey |
| 797442 | 2011 GH91                | 12 aprile 2011    | Mount Lemmon Survey |
| 797443 | 2011 GW93                | 6 aprile 2011     | Mount Lemmon Survey |
| 797444 | 2011 GX93                | 12 aprile 2011    | Mount Lemmon Survey |
| 797445 | 2011 GE95                | 3 aprile 2011     | Pan-STARRS          |
| 797446 | 2011 GC97                | 1 agosto 2016     | Pan-STARRS          |
| 797447 | 2011 GL97                | 6 settembre 2013  | Mount Lemmon Survey |
| 797448 | 2011 GR102               | 11 aprile 2011    | Mount Lemmon Survey |
| 797449 | 2011 GK103               | 1 aprile 2011     | Mount Lemmon Survey |
| 797450 | 2011 GS105               | 13 aprile 2011    | Spacewatch          |
| 797451 | 2011 GT106               | 13 aprile 2011    | Spacewatch          |
| 797452 | 2011 GG107               | 12 aprile 2011    | Mount Lemmon Survey |
| 797453 | 2011 GV109               | 13 aprile 2011    | Spacewatch          |
| 797454 | 2011 HX3                 | 21 aprile 2011    | W. Bickel           |
| 797455 | 2011 HJ7                 | 26 aprile 2011    | Mount Lemmon Survey |
| 797456 | 2011 HX87                | 28 aprile 2011    | Mount Lemmon Survey |
| 797457 | 2011 HM90                | 21 aprile 2011    | Pan-STARRS          |
| 797458 | 2011 HJ105               | 8 ottobre 2012    | Pan-STARRS          |
| 797459 | 2011 HN106               | 20 febbraio 2015  | Pan-STARRS          |
| 797460 | 2011 HS110               | 26 aprile 2011    | Mount Lemmon Survey |
| 797461 | 2011 HX110               | 26 aprile 2011    | Mount Lemmon Survey |
| 797462 | 2011 HC112               | 23 aprile 2011    | Pan-STARRS          |
| 797463 | 2011 HO114               | 24 aprile 2011    | Mount Lemmon Survey |
| 797464 | 2011 JW14                | 8 maggio 2011     | Spacewatch          |
| 797465 | 2011 JW22                | 27 febbraio 2006  | Mount Lemmon Survey |
| 797466 | 2011 JO32                | 1 maggio 2011     | Pan-STARRS          |
| 797467 | 2011 JE35                | 8 maggio 2011     | Mount Lemmon Survey |
| 797468 | 2011 JF37                | 9 maggio 2011     | Mount Lemmon Survey |
| 797469 | 2011 JR38                | 3 maggio 2011     | Mount Lemmon Survey |
| 797470 | 2011 JS38                | 9 maggio 2011     | Mount Lemmon Survey |
| 797471 | 2011 JM39                | 4 maggio 2011     | Mount Lemmon Survey |
| 797472 | 2011 KS13                | 22 maggio 2011    | Mount Lemmon Survey |
| 797473 | 2011 KU14                | 25 maggio 2011    | Mount Lemmon Survey |
| 797474 | 2011 KC35                | 9 ottobre 2008    | Mount Lemmon Survey |
| 797475 | 2011 KD38                | 22 maggio 2011    | Mount Lemmon Survey |
| 797476 | 2011 KP50                | 28 giugno 2016    | Pan-STARRS          |
| 797477 | 2011 KC51                | 24 agosto 2012    | Spacewatch          |
| 797478 | 2011 KS53                | 13 maggio 2015    | Mount Lemmon Survey |
| 797479 | 2011 KA55                | 9 novembre 2013   | Mount Lemmon Survey |
| 797480 | 2011 KN55                | 24 maggio 2011    | Pan-STARRS          |
| 797481 | 2011 KL56                | 23 maggio 2011    | Mount Lemmon Survey |
| 797482 | 2011 KF57                | 24 maggio 2011    | Pan-STARRS          |
| 797483 | 2011 KQ58                | 24 maggio 2011    | Mount Lemmon Survey |
| 797484 | 2011 KE59                | 29 maggio 2011    | Mount Lemmon Survey |
| 797485 | 2011 KL60                | 23 maggio 2011    | Mount Lemmon Survey |
| 797486 | 2011 LB23                | 4 giugno 2011     | Mount Lemmon Survey |
| 797487 | 2011 LF32                | 21 dicembre 2014  | Pan-STARRS          |
| 797488 | 2011 LK34                | 4 giugno 2011     | Mount Lemmon Survey |
| 797489 | 2011 MU                  | 23 giugno 2011    | CSS                 |
| 797490 | 2011 MV1                 | 25 giugno 2011    | Mount Lemmon Survey |
| 797491 | 2011 MG7                 | 4 giugno 2011     | Mount Lemmon Survey |
| 797492 | 2011 MJ8                 | 24 giugno 2011    | Mount Lemmon Survey |
| 797493 | 2011 MT11                | 11 settembre 2007 | Mount Lemmon Survey |
| 797494 | 2011 NO5                 | 18 agosto 2006    | Spacewatch          |
| 797495 | 2011 OT8                 | 26 luglio 2011    | Pan-STARRS          |
| 797496 | 2011 OD17                | 27 luglio 2011    | Pan-STARRS          |
| 797497 | 2011 OW36                | 1 agosto 2011     | Pan-STARRS          |
| 797498 | 2011 OY36                | 1 agosto 2011     | Pan-STARRS          |
| 797499 | 2011 OK40                | 26 luglio 2011    | Pan-STARRS          |
| 797500 | 2011 OV61                | 28 luglio 2011    | Pan-STARRS          |

## 797501–797600
| Nome   | Designazione provvisoria | Data di scoperta  | Scopritore                          |
| ------ | ------------------------ | ----------------- | ----------------------------------- |
| 797501 | 2011 OX62                | 28 luglio 2011    | Pan-STARRS                          |
| 797502 | 2011 OF70                | 11 ottobre 2012   | Pan-STARRS                          |
| 797503 | 2011 OR72                | 28 luglio 2011    | Pan-STARRS                          |
| 797504 | 2011 OZ75                | 28 luglio 2011    | Pan-STARRS                          |
| 797505 | 2011 OH77                | 28 luglio 2011    | Pan-STARRS                          |
| 797506 | 2011 OK77                | 28 luglio 2011    | Pan-STARRS                          |
| 797507 | 2011 PN                  | 2 agosto 2011     | Pan-STARRS                          |
| 797508 | 2011 PT1                 | 4 agosto 2011     | SSS                                 |
| 797509 | 2011 PD17                | 1 agosto 2011     | SSS                                 |
| 797510 | 2011 PS17                | 19 ottobre 2012   | Mount Lemmon Survey                 |
| 797511 | 2011 PG18                | 14 luglio 2016    | Pan-STARRS                          |
| 797512 | 2011 PK18                | 9 luglio 2016     | Pan-STARRS                          |
| 797513 | 2011 PH19                | 26 febbraio 2014  | Pan-STARRS                          |
| 797514 | 2011 PK19                | 23 dicembre 2017  | Pan-STARRS                          |
| 797515 | 2011 PO19                | 26 gennaio 2014   | Pan-STARRS                          |
| 797516 | 2011 PS20                | 7 agosto 2016     | Pan-STARRS                          |
| 797517 | 2011 PF22                | 21 gennaio 2015   | Pan-STARRS                          |
| 797518 | 2011 PK22                | 1 agosto 2011     | Pan-STARRS                          |
| 797519 | 2011 PC24                | 2 agosto 2011     | Pan-STARRS                          |
| 797520 | 2011 QW1                 | 29 ottobre 2008   | Spacewatch                          |
| 797521 | 2011 QC22                | 28 luglio 2011    | Pan-STARRS                          |
| 797522 | 2011 QW29                | 24 agosto 2011    | Pan-STARRS                          |
| 797523 | 2011 QQ35                | 27 agosto 2011    | R. Holmes                           |
| 797524 | 2011 QS46                | 8 giugno 2011     | Pan-STARRS                          |
| 797525 | 2011 QB50                | 6 marzo 2008      | Mount Lemmon Survey                 |
| 797526 | 2011 QX50                | 20 febbraio 2009  | Spacewatch                          |
| 797527 | 2011 QS53                | 31 agosto 2011    | Pan-STARRS                          |
| 797528 | 2011 QL61                | 31 agosto 2011    | Pan-STARRS                          |
| 797529 | 2011 QR71                | 28 agosto 2011    | Osservatorio astronomico di Maiorca |
| 797530 | 2011 QM77                | 23 agosto 2011    | Pan-STARRS                          |
| 797531 | 2011 QH86                | 26 agosto 2011    | Pan-STARRS                          |
| 797532 | 2011 QK93                | 15 ottobre 2004   | Mount Lemmon Survey                 |
| 797533 | 2011 QC96                | 31 agosto 2011    | SSS                                 |
| 797534 | 2011 QT101               | 21 maggio 2015    | Pan-STARRS                          |
| 797535 | 2011 QE102               | 12 luglio 2016    | Mount Lemmon Survey                 |
| 797536 | 2011 QN102               | 27 agosto 2011    | Pan-STARRS                          |
| 797537 | 2011 QD103               | 10 gennaio 2014   | Mount Lemmon Survey                 |
| 797538 | 2011 QQ103               | 23 agosto 2011    | Pan-STARRS                          |
| 797539 | 2011 QY103               | 24 agosto 2011    | Pan-STARRS                          |
| 797540 | 2011 QK108               | 4 settembre 2016  | Mount Lemmon Survey                 |
| 797541 | 2011 QK111               | 23 agosto 2011    | Pan-STARRS                          |
| 797542 | 2011 QA113               | 24 agosto 2011    | Pan-STARRS                          |
| 797543 | 2011 QH114               | 30 agosto 2011    | Pan-STARRS                          |
| 797544 | 2011 QS115               | 24 agosto 2011    | Pan-STARRS                          |
| 797545 | 2011 RP                  | 4 settembre 2011  | Pan-STARRS                          |
| 797546 | 2011 RY7                 | 4 settembre 2011  | Pan-STARRS                          |
| 797547 | 2011 RE22                | 8 settembre 2011  | Pan-STARRS                          |
| 797548 | 2011 RQ23                | 4 settembre 2011  | Pan-STARRS                          |
| 797549 | 2011 RT23                | 10 febbraio 2014  | Pan-STARRS                          |
| 797550 | 2011 RV23                | 7 settembre 2011  | Spacewatch                          |
| 797551 | 2011 RO24                | 4 settembre 2011  | Pan-STARRS                          |
| 797552 | 2011 RC28                | 6 settembre 2011  | Pan-STARRS                          |
| 797553 | 2011 RS33                | 4 settembre 2011  | Pan-STARRS                          |
| 797554 | 2011 RK34                | 2 settembre 2011  | Pan-STARRS                          |
| 797555 | 2011 RK39                | 2 settembre 2011  | Pan-STARRS                          |
| 797556 | 2011 RL39                | 8 settembre 2011  | Spacewatch                          |
| 797557 | 2011 RT39                | 4 settembre 2011  | Pan-STARRS                          |
| 797558 | 2011 RY40                | 4 settembre 2011  | Pan-STARRS                          |
| 797559 | 2011 RO41                | 4 settembre 2011  | Pan-STARRS                          |
| 797560 | 2011 SA2                 | 2 settembre 2011  | R. Holmes                           |
| 797561 | 2011 SX9                 | 4 settembre 2011  | Pan-STARRS                          |
| 797562 | 2011 ST11                | 4 settembre 2011  | Pan-STARRS                          |
| 797563 | 2011 SA12                | 19 settembre 2011 | Mount Lemmon Survey                 |
| 797564 | 2011 SX14                | 19 settembre 2011 | Mount Lemmon Survey                 |
| 797565 | 2011 SJ24                | 21 settembre 2011 | Spacewatch                          |
| 797566 | 2011 SU31                | 27 agosto 2011    | Pan-STARRS                          |
| 797567 | 2011 SX35                | 12 novembre 2006  | Mount Lemmon Survey                 |
| 797568 | 2011 SO38                | 4 settembre 2011  | Pan-STARRS                          |
| 797569 | 2011 SG42                | 18 settembre 2011 | Mount Lemmon Survey                 |
| 797570 | 2011 SL55                | 23 settembre 2011 | Pan-STARRS                          |
| 797571 | 2011 SP68                | 24 settembre 2011 | CSS                                 |
| 797572 | 2011 SN82                | 20 settembre 2011 | Mount Lemmon Survey                 |
| 797573 | 2011 SM91                | 22 settembre 2011 | Spacewatch                          |
| 797574 | 2011 SL95                | 4 settembre 2011  | Pan-STARRS                          |
| 797575 | 2011 SH110               | 27 agosto 2011    | Pan-STARRS                          |
| 797576 | 2011 SL110               | 25 giugno 2011    | Mount Lemmon Survey                 |
| 797577 | 2011 SS111               | 19 settembre 2011 | Pan-STARRS                          |
| 797578 | 2011 SF113               | 26 agosto 2011    | Spacewatch                          |
| 797579 | 2011 SQ113               | 27 agosto 2011    | T. V. Kryachko, B. Satovskij        |
| 797580 | 2011 SS124               | 20 settembre 2011 | Spacewatch                          |
| 797581 | 2011 SW130               | 20 settembre 2011 | Spacewatch                          |
| 797582 | 2011 SP134               | 26 settembre 2011 | Osservatorio astronomico di Maiorca |
| 797583 | 2011 SB139               | 4 settembre 2007  | Mount Lemmon Survey                 |
| 797584 | 2011 SP139               | 23 settembre 2011 | Pan-STARRS                          |
| 797585 | 2011 SW142               | 23 settembre 2011 | Pan-STARRS                          |
| 797586 | 2011 SC145               | 4 settembre 2011  | Pan-STARRS                          |
| 797587 | 2011 SP145               | 26 settembre 2011 | Mount Lemmon Survey                 |
| 797588 | 2011 SZ148               | 26 settembre 2011 | Mount Lemmon Survey                 |
| 797589 | 2011 ST151               | 26 settembre 2011 | Pan-STARRS                          |
| 797590 | 2011 SF155               | 26 settembre 2011 | Pan-STARRS                          |
| 797591 | 2011 SP160               | 23 settembre 2011 | Spacewatch                          |
| 797592 | 2011 SX167               | 20 settembre 2011 | Spacewatch                          |
| 797593 | 2011 SY193               | 26 settembre 2011 | Pan-STARRS                          |
| 797594 | 2011 SU197               | 2 settembre 2011  | Pan-STARRS                          |
| 797595 | 2011 SP199               | 19 ottobre 2006   | Mount Lemmon Survey                 |
| 797596 | 2011 SL208               | 20 settembre 2011 | Mount Lemmon Survey                 |
| 797597 | 2011 SX214               | 21 settembre 2011 | Spacewatch                          |
| 797598 | 2011 SV219               | 1 marzo 2008      | Spacewatch                          |
| 797599 | 2011 SU220               | 26 settembre 2011 | Mount Lemmon Survey                 |
| 797600 | 2011 SP223               | 20 settembre 2011 | Spacewatch                          |

## 797601–797700
| Nome   | Designazione provvisoria | Data di scoperta  | Scopritore              |
| ------ | ------------------------ | ----------------- | ----------------------- |
| 797601 | 2011 SZ224               | 29 settembre 2011 | Mount Lemmon Survey     |
| 797602 | 2011 SF232               | 24 settembre 2011 | Mount Lemmon Survey     |
| 797603 | 2011 SK232               | 30 settembre 2011 | K. Sárneczky            |
| 797604 | 2011 SZ232               | 26 settembre 2011 | W. Bickel               |
| 797605 | 2011 SE243               | 14 gennaio 2008   | Spacewatch              |
| 797606 | 2011 ST244               | 26 settembre 2011 | Pan-STARRS              |
| 797607 | 2011 SP260               | 30 settembre 2011 | Spacewatch              |
| 797608 | 2011 SL263               | 4 settembre 2011  | Spacewatch              |
| 797609 | 2011 SN269               | 21 settembre 2000 | R. Millis, R. M. Wagner |
| 797610 | 2011 SL270               | 8 settembre 2011  | Spacewatch              |
| 797611 | 2011 SV270               | 26 settembre 2011 | Pan-STARRS              |
| 797612 | 2011 SY275               | 26 agosto 2011    | K. Sárneczky            |
| 797613 | 2011 SA284               | 23 dicembre 2012  | Pan-STARRS              |
| 797614 | 2011 SF284               | 5 giugno 2016     | Pan-STARRS              |
| 797615 | 2011 SP286               | 29 settembre 2011 | Spacewatch              |
| 797616 | 2011 SS286               | 5 gennaio 2013    | Spacewatch              |
| 797617 | 2011 SK288               | 26 settembre 2011 | Pan-STARRS              |
| 797618 | 2011 SR289               | 27 settembre 2011 | Mount Lemmon Survey     |
| 797619 | 2011 SV291               | 24 settembre 2011 | Pan-STARRS              |
| 797620 | 2011 SW291               | 29 settembre 2011 | Mount Lemmon Survey     |
| 797621 | 2011 ST292               | 23 settembre 2011 | Pan-STARRS              |
| 797622 | 2011 SE295               | 5 aprile 2014     | Pan-STARRS              |
| 797623 | 2011 SX297               | 20 settembre 2011 | Pan-STARRS              |
| 797624 | 2011 SB303               | 22 settembre 2011 | Spacewatch              |
| 797625 | 2011 SA305               | 27 settembre 2011 | Mount Lemmon Survey     |
| 797626 | 2011 SX305               | 12 settembre 2015 | Pan-STARRS              |
| 797627 | 2011 SF306               | 23 settembre 2011 | Pan-STARRS              |
| 797628 | 2011 SS308               | 18 settembre 2011 | Mount Lemmon Survey     |
| 797629 | 2011 SH309               | 23 settembre 2011 | Pan-STARRS              |
| 797630 | 2011 SB311               | 22 settembre 2011 | Spacewatch              |
| 797631 | 2011 SN311               | 18 settembre 2011 | Mount Lemmon Survey     |
| 797632 | 2011 SX312               | 26 settembre 2011 | Pan-STARRS              |
| 797633 | 2011 SE314               | 26 settembre 2011 | Mount Lemmon Survey     |
| 797634 | 2011 ST314               | 24 settembre 2011 | Pan-STARRS              |
| 797635 | 2011 SX317               | 24 settembre 2011 | Pan-STARRS              |
| 797636 | 2011 SZ317               | 24 settembre 2011 | Mount Lemmon Survey     |
| 797637 | 2011 SO321               | 26 settembre 2011 | Mount Lemmon Survey     |
| 797638 | 2011 SC323               | 24 settembre 2011 | Mount Lemmon Survey     |
| 797639 | 2011 SV328               | 23 settembre 2011 | Spacewatch              |
| 797640 | 2011 SP329               | 20 settembre 2011 | Pan-STARRS              |
| 797641 | 2011 SR329               | 30 settembre 2011 | Spacewatch              |
| 797642 | 2011 SB332               | 28 settembre 2011 | Spacewatch              |
| 797643 | 2011 SG332               | 22 settembre 2011 | Spacewatch              |
| 797644 | 2011 SR332               | 24 settembre 2011 | Mount Lemmon Survey     |
| 797645 | 2011 ST332               | 18 settembre 2011 | Mount Lemmon Survey     |
| 797646 | 2011 SY333               | 12 ottobre 2007   | Mount Lemmon Survey     |
| 797647 | 2011 SM334               | 24 settembre 2011 | Pan-STARRS              |
| 797648 | 2011 SO334               | 24 settembre 2011 | Pan-STARRS              |
| 797649 | 2011 SR334               | 23 settembre 2011 | Pan-STARRS              |
| 797650 | 2011 SN336               | 18 settembre 2011 | Mount Lemmon Survey     |
| 797651 | 2011 SZ340               | 29 settembre 2011 | Spacewatch              |
| 797652 | 2011 SR344               | 20 settembre 2011 | Pan-STARRS              |
| 797653 | 2011 SN346               | 21 settembre 2011 | Spacewatch              |
| 797654 | 2011 SA348               | 26 settembre 2011 | Mount Lemmon Survey     |
| 797655 | 2011 SL348               | 19 settembre 2011 | Mount Lemmon Survey     |
| 797656 | 2011 SW352               | 29 settembre 2011 | Mount Lemmon Survey     |
| 797657 | 2011 SK353               | 24 settembre 2011 | Mount Lemmon Survey     |
| 797658 | 2011 SY353               | 25 settembre 2011 | Pan-STARRS              |
| 797659 | 2011 SE354               | 26 settembre 2011 | Mount Lemmon Survey     |
| 797660 | 2011 SK354               | 27 settembre 2011 | Mount Lemmon Survey     |
| 797661 | 2011 SG355               | 24 settembre 2011 | Pan-STARRS              |
| 797662 | 2011 SS356               | 29 settembre 2011 | Spacewatch              |
| 797663 | 2011 SN357               | 22 settembre 2011 | Mount Lemmon Survey     |
| 797664 | 2011 SC358               | 23 settembre 2011 | Pan-STARRS              |
| 797665 | 2011 SH358               | 24 settembre 2011 | Mount Lemmon Survey     |
| 797666 | 2011 SQ359               | 19 settembre 2011 | Mount Lemmon Survey     |
| 797667 | 2011 SS359               | 24 settembre 2011 | Pan-STARRS              |
| 797668 | 2011 SK364               | 26 settembre 2011 | Pan-STARRS              |
| 797669 | 2011 TV13                | 23 settembre 2011 | CSS                     |
| 797670 | 2011 TV14                | 24 dicembre 2006  | Spacewatch              |
| 797671 | 2011 TM15                | 9 giugno 2011     | Pan-STARRS              |
| 797672 | 2011 TZ18                | 7 ottobre 2011    | R. Holmes               |
| 797673 | 2011 TB19                | 18 giugno 2015    | Mount Lemmon Survey     |
| 797674 | 2011 TB21                | 1 ottobre 2011    | Mount Lemmon Survey     |
| 797675 | 2011 TS21                | 3 ottobre 2011    | Mount Lemmon Survey     |
| 797676 | 2011 TJ22                | 1 ottobre 2011    | Spacewatch              |
| 797677 | 2011 TZ23                | 3 ottobre 2011    | Mount Lemmon Survey     |
| 797678 | 2011 TD24                | 1 ottobre 2011    | Spacewatch              |
| 797679 | 2011 UT4                 | 20 agosto 2001    | Cerro Tololo Obs.       |
| 797680 | 2011 UU4                 | 18 ottobre 2011   | Mount Lemmon Survey     |
| 797681 | 2011 UY4                 | 18 ottobre 2011   | Mount Lemmon Survey     |
| 797682 | 2011 UH7                 | 18 ottobre 2011   | Mount Lemmon Survey     |
| 797683 | 2011 UO11                | 18 settembre 2011 | Mount Lemmon Survey     |
| 797684 | 2011 UT20                | 19 ottobre 2011   | Pan-STARRS              |
| 797685 | 2011 UX20                | 26 settembre 2008 | Spacewatch              |
| 797686 | 2011 UB25                | 28 settembre 2011 | Mount Lemmon Survey     |
| 797687 | 2011 UR32                | 23 settembre 2011 | Spacewatch              |
| 797688 | 2011 UK45                | 24 settembre 2011 | Pan-STARRS              |
| 797689 | 2011 UQ45                | 19 ottobre 2011   | Pan-STARRS              |
| 797690 | 2011 UL66                | 20 ottobre 2011   | Mount Lemmon Survey     |
| 797691 | 2011 UQ66                | 20 ottobre 2011   | Mount Lemmon Survey     |
| 797692 | 2011 UT78                | 19 ottobre 2011   | Spacewatch              |
| 797693 | 2011 UL81                | 19 ottobre 2011   | Spacewatch              |
| 797694 | 2011 UO81                | 19 ottobre 2011   | Spacewatch              |
| 797695 | 2011 UH93                | 18 ottobre 2011   | Mount Lemmon Survey     |
| 797696 | 2011 UC96                | 21 settembre 2011 | Spacewatch              |
| 797697 | 2011 UB98                | 19 ottobre 2011   | Spacewatch              |
| 797698 | 2011 UW100               | 20 ottobre 2011   | Mount Lemmon Survey     |
| 797699 | 2011 UM121               | 23 settembre 2011 | Pan-STARRS              |
| 797700 | 2011 UM133               | 24 settembre 2011 | Mount Lemmon Survey     |

## 797701–797800
| Nome   | Designazione provvisoria | Data di scoperta  | Scopritore          |
| ------ | ------------------------ | ----------------- | ------------------- |
| 797701 | 2011 UQ136               | 20 ottobre 2011   | Mount Lemmon Survey |
| 797702 | 2011 UH137               | 20 ottobre 2011   | Mount Lemmon Survey |
| 797703 | 2011 UZ167               | 24 ottobre 2011   | Pan-STARRS          |
| 797704 | 2011 UF181               | 24 ottobre 2011   | Pan-STARRS          |
| 797705 | 2011 UR192               | 31 agosto 2005    | D. Healy            |
| 797706 | 2011 UC196               | 24 ottobre 2011   | Pan-STARRS          |
| 797707 | 2011 UV207               | 24 ottobre 2011   | Mount Lemmon Survey |
| 797708 | 2011 UE208               | 24 ottobre 2011   | Mount Lemmon Survey |
| 797709 | 2011 UR212               | 24 ottobre 2011   | Mount Lemmon Survey |
| 797710 | 2011 UT212               | 2 ottobre 2011    | W. Bickel           |
| 797711 | 2011 UH214               | 19 ottobre 2011   | Mount Lemmon Survey |
| 797712 | 2011 UA215               | 24 ottobre 2011   | Mount Lemmon Survey |
| 797713 | 2011 UB216               | 30 agosto 2005    | Spacewatch          |
| 797714 | 2011 UJ216               | 24 ottobre 2011   | Mount Lemmon Survey |
| 797715 | 2011 UT220               | 8 febbraio 2019   | Mount Lemmon Survey |
| 797716 | 2011 UV222               | 24 ottobre 2011   | Mount Lemmon Survey |
| 797717 | 2011 UX231               | 24 ottobre 2011   | Mount Lemmon Survey |
| 797718 | 2011 UO235               | 19 ottobre 2011   | Spacewatch          |
| 797719 | 2011 UN237               | 18 ottobre 2011   | Spacewatch          |
| 797720 | 2011 UN248               | 26 ottobre 2011   | Pan-STARRS          |
| 797721 | 2011 UH249               | 26 ottobre 2011   | Pan-STARRS          |
| 797722 | 2011 US249               | 22 ottobre 2011   | Spacewatch          |
| 797723 | 2011 UA251               | 26 ottobre 2011   | Pan-STARRS          |
| 797724 | 2011 UC257               | 24 ottobre 2011   | Pan-STARRS          |
| 797725 | 2011 US258               | 24 ottobre 2011   | Pan-STARRS          |
| 797726 | 2011 UO260               | 25 ottobre 2011   | Pan-STARRS          |
| 797727 | 2011 UY261               | 25 ottobre 2011   | Pan-STARRS          |
| 797728 | 2011 UG263               | 25 ottobre 2011   | Pan-STARRS          |
| 797729 | 2011 UK274               | 30 ottobre 2011   | Mount Lemmon Survey |
| 797730 | 2011 UK287               | 1 settembre 2005  | Spacewatch          |
| 797731 | 2011 UC291               | 22 ottobre 2011   | Mount Lemmon Survey |
| 797732 | 2011 UO293               | 26 ottobre 2011   | Pan-STARRS          |
| 797733 | 2011 UJ294               | 26 ottobre 2011   | Pan-STARRS          |
| 797734 | 2011 UA312               | 30 ottobre 2011   | Spacewatch          |
| 797735 | 2011 UE329               | 23 ottobre 2011   | Mount Lemmon Survey |
| 797736 | 2011 UR329               | 23 ottobre 2011   | Mount Lemmon Survey |
| 797737 | 2011 UK334               | 31 ottobre 2011   | Mount Lemmon Survey |
| 797738 | 2011 UO334               | 23 ottobre 2011   | Mount Lemmon Survey |
| 797739 | 2011 UX339               | 18 ottobre 2011   | Spacewatch          |
| 797740 | 2011 UU341               | 18 ottobre 2011   | Mount Lemmon Survey |
| 797741 | 2011 UC344               | 19 ottobre 2011   | Spacewatch          |
| 797742 | 2011 UM346               | 25 novembre 2006  | Spacewatch          |
| 797743 | 2011 UW347               | 19 ottobre 2011   | Pan-STARRS          |
| 797744 | 2011 UU348               | 19 ottobre 2011   | Mount Lemmon Survey |
| 797745 | 2011 UV348               | 19 marzo 2009     | Mount Lemmon Survey |
| 797746 | 2011 UA349               | 19 ottobre 2011   | Mount Lemmon Survey |
| 797747 | 2011 UW349               | 26 settembre 2006 | Mount Lemmon Survey |
| 797748 | 2011 UL352               | 20 ottobre 2011   | Spacewatch          |
| 797749 | 2011 UE353               | 28 settembre 2011 | Spacewatch          |
| 797750 | 2011 UL364               | 22 ottobre 2011   | Mount Lemmon Survey |
| 797751 | 2011 UZ367               | 11 novembre 2006  | Spacewatch          |
| 797752 | 2011 UC375               | 23 ottobre 2011   | Mount Lemmon Survey |
| 797753 | 2011 UD376               | 23 ottobre 2011   | Mount Lemmon Survey |
| 797754 | 2011 UE376               | 23 ottobre 2011   | Mount Lemmon Survey |
| 797755 | 2011 UW377               | 23 ottobre 2011   | Mount Lemmon Survey |
| 797756 | 2011 UJ380               | 24 ottobre 2011   | Mount Lemmon Survey |
| 797757 | 2011 UD381               | 24 ottobre 2011   | Mount Lemmon Survey |
| 797758 | 2011 UG390               | 23 settembre 2011 | CSS                 |
| 797759 | 2011 UN399               | 31 ottobre 2011   | Mount Lemmon Survey |
| 797760 | 2011 UW399               | 31 ottobre 2011   | Mount Lemmon Survey |
| 797761 | 2011 UJ409               | 26 settembre 2011 | Mount Lemmon Survey |
| 797762 | 2011 UH415               | 20 ottobre 2011   | Mount Lemmon Survey |
| 797763 | 2011 UV417               | 30 settembre 2011 | Spacewatch          |
| 797764 | 2011 UA424               | 3 agosto 2016     | Pan-STARRS          |
| 797765 | 2011 UP425               | 19 ottobre 2011   | Mount Lemmon Survey |
| 797766 | 2011 UR427               | 20 ottobre 2011   | Mount Lemmon Survey |
| 797767 | 2011 UA428               | 4 aprile 2014     | Pan-STARRS          |
| 797768 | 2011 UR431               | 23 ottobre 2011   | Mount Lemmon Survey |
| 797769 | 2011 UQ432               | 26 ottobre 2011   | Pan-STARRS          |
| 797770 | 2011 UC435               | 9 ottobre 2015    | Pan-STARRS          |
| 797771 | 2011 UF435               | 24 ottobre 2011   | R. Holmes           |
| 797772 | 2011 UX438               | 10 gennaio 2013   | Pan-STARRS          |
| 797773 | 2011 UW439               | 30 ottobre 2011   | Mount Lemmon Survey |
| 797774 | 2011 UC442               | 19 ottobre 2011   | Mount Lemmon Survey |
| 797775 | 2011 UD442               | 26 ottobre 2011   | Pan-STARRS          |
| 797776 | 2011 UH442               | 18 settembre 2015 | Mount Lemmon Survey |
| 797777 | 2011 UD443               | 28 luglio 2015    | Pan-STARRS          |
| 797778 | 2011 UB444               | 24 ottobre 2011   | Pan-STARRS          |
| 797779 | 2011 UB448               | 24 ottobre 2011   | Pan-STARRS          |
| 797780 | 2011 UG448               | 26 ottobre 2011   | Pan-STARRS          |
| 797781 | 2011 UC449               | 20 ottobre 2011   | Mount Lemmon Survey |
| 797782 | 2011 UU449               | 18 ottobre 2011   | Spacewatch          |
| 797783 | 2011 UU450               | 22 ottobre 2011   | Spacewatch          |
| 797784 | 2011 UM451               | 13 aprile 2002    | Spacewatch          |
| 797785 | 2011 UZ452               | 26 ottobre 2011   | Pan-STARRS          |
| 797786 | 2011 UL453               | 2 agosto 2016     | Pan-STARRS          |
| 797787 | 2011 UU453               | 26 ottobre 2011   | Pan-STARRS          |
| 797788 | 2011 UF454               | 26 ottobre 2011   | Pan-STARRS          |
| 797789 | 2011 UP454               | 23 ottobre 2011   | Mount Lemmon Survey |
| 797790 | 2011 UW455               | 19 ottobre 2011   | Mount Lemmon Survey |
| 797791 | 2011 UE456               | 18 ottobre 2011   | Spacewatch          |
| 797792 | 2011 UY456               | 23 ottobre 2011   | Mount Lemmon Survey |
| 797793 | 2011 UC457               | 19 ottobre 2011   | Mount Lemmon Survey |
| 797794 | 2011 UF459               | 20 ottobre 2011   | Mount Lemmon Survey |
| 797795 | 2011 UO459               | 20 agosto 2015    | Spacewatch          |
| 797796 | 2011 UK460               | 24 ottobre 2011   | Pan-STARRS          |
| 797797 | 2011 UB461               | 26 ottobre 2011   | Pan-STARRS          |
| 797798 | 2011 UG463               | 19 ottobre 2011   | Mount Lemmon Survey |
| 797799 | 2011 UP463               | 24 ottobre 2011   | Pan-STARRS          |
| 797800 | 2011 UX463               | 22 ottobre 2011   | Mount Lemmon Survey |

## 797801–797900
| Nome   | Designazione provvisoria | Data di scoperta | Scopritore                   |
| ------ | ------------------------ | ---------------- | ---------------------------- |
| 797801 | 2011 UJ464               | 24 ottobre 2011  | Pan-STARRS                   |
| 797802 | 2011 UM465               | 14 febbraio 2013 | Mount Lemmon Survey          |
| 797803 | 2011 UR467               | 25 ottobre 2011  | Pan-STARRS                   |
| 797804 | 2011 UA469               | 20 ottobre 2011  | Mount Lemmon Survey          |
| 797805 | 2011 UB469               | 25 ottobre 2011  | Pan-STARRS                   |
| 797806 | 2011 UK470               | 23 ottobre 2011  | Mount Lemmon Survey          |
| 797807 | 2011 UO471               | 19 ottobre 2011  | Mount Lemmon Survey          |
| 797808 | 2011 UC473               | 21 ottobre 2011  | Spacewatch                   |
| 797809 | 2011 UZ474               | 24 ottobre 2011  | Pan-STARRS                   |
| 797810 | 2011 UH475               | 26 ottobre 2011  | Pan-STARRS                   |
| 797811 | 2011 UL475               | 24 ottobre 2011  | Pan-STARRS                   |
| 797812 | 2011 UK476               | 24 ottobre 2011  | Pan-STARRS                   |
| 797813 | 2011 UC479               | 22 ottobre 2011  | Mount Lemmon Survey          |
| 797814 | 2011 UO479               | 25 ottobre 2011  | Pan-STARRS                   |
| 797815 | 2011 UB480               | 26 ottobre 2011  | Pan-STARRS                   |
| 797816 | 2011 UQ480               | 26 ottobre 2011  | Pan-STARRS                   |
| 797817 | 2011 UE482               | 25 ottobre 2011  | Pan-STARRS                   |
| 797818 | 2011 US484               | 26 ottobre 2011  | Pan-STARRS                   |
| 797819 | 2011 UD485               | 24 ottobre 2011  | Pan-STARRS                   |
| 797820 | 2011 UA487               | 26 ottobre 2011  | Pan-STARRS                   |
| 797821 | 2011 UG487               | 23 ottobre 2011  | Spacewatch                   |
| 797822 | 2011 UN488               | 28 ottobre 2011  | Mount Lemmon Survey          |
| 797823 | 2011 UP490               | 25 ottobre 2011  | Pan-STARRS                   |
| 797824 | 2011 UG491               | 24 ottobre 2011  | Pan-STARRS                   |
| 797825 | 2011 UD492               | 21 ottobre 2011  | Mount Lemmon Survey          |
| 797826 | 2011 UY494               | 24 ottobre 2011  | Pan-STARRS                   |
| 797827 | 2011 UD495               | 20 ottobre 2011  | Mount Lemmon Survey          |
| 797828 | 2011 UQ495               | 20 ottobre 2011  | Mount Lemmon Survey          |
| 797829 | 2011 UC496               | 19 ottobre 2011  | Mount Lemmon Survey          |
| 797830 | 2011 UH496               | 24 ottobre 2011  | Pan-STARRS                   |
| 797831 | 2011 UM496               | 24 ottobre 2011  | Pan-STARRS                   |
| 797832 | 2011 UP496               | 24 ottobre 2011  | Pan-STARRS                   |
| 797833 | 2011 UU496               | 25 ottobre 2011  | Pan-STARRS                   |
| 797834 | 2011 UW496               | 24 ottobre 2011  | Pan-STARRS                   |
| 797835 | 2011 UG497               | 24 ottobre 2011  | Pan-STARRS                   |
| 797836 | 2011 UW497               | 5 settembre 2016 | L. Elenin                    |
| 797837 | 2011 UW498               | 20 ottobre 2011  | Mount Lemmon Survey          |
| 797838 | 2011 UX498               | 31 ottobre 2011  | Spacewatch                   |
| 797839 | 2011 UD499               | 23 ottobre 2011  | Mount Lemmon Survey          |
| 797840 | 2011 UZ501               | 20 ottobre 2011  | Mount Lemmon Survey          |
| 797841 | 2011 UB502               | 26 ottobre 2011  | Pan-STARRS                   |
| 797842 | 2011 UG502               | 19 ottobre 2011  | Mount Lemmon Survey          |
| 797843 | 2011 UU502               | 23 ottobre 2011  | Mount Lemmon Survey          |
| 797844 | 2011 UY502               | 31 ottobre 2011  | Mount Lemmon Survey          |
| 797845 | 2011 UH505               | 31 ottobre 2011  | Mount Lemmon Survey          |
| 797846 | 2011 UN507               | 25 ottobre 2011  | Pan-STARRS                   |
| 797847 | 2011 UR507               | 24 ottobre 2011  | Pan-STARRS                   |
| 797848 | 2011 UW507               | 19 ottobre 2011  | Mount Lemmon Survey          |
| 797849 | 2011 UU508               | 18 ottobre 2011  | Mount Lemmon Survey          |
| 797850 | 2011 VX                  | 26 agosto 2011   | R. Holmes                    |
| 797851 | 2011 VO4                 | 2 novembre 2011  | Mount Lemmon Survey          |
| 797852 | 2011 VT21                | 3 novembre 2011  | Spacewatch                   |
| 797853 | 2011 VC22                | 3 novembre 2011  | Spacewatch                   |
| 797854 | 2011 VD25                | 9 gennaio 2013   | Spacewatch                   |
| 797855 | 2011 VE25                | 2 novembre 2011  | Spacewatch                   |
| 797856 | 2011 VS26                | 2 novembre 2011  | Mount Lemmon Survey          |
| 797857 | 2011 VG27                | 3 novembre 2011  | Mount Lemmon Survey          |
| 797858 | 2011 VD28                | 3 novembre 2011  | Mount Lemmon Survey          |
| 797859 | 2011 VC29                | 6 settembre 2015 | Pan-STARRS                   |
| 797860 | 2011 VF32                | 3 novembre 2011  | Spacewatch                   |
| 797861 | 2011 VO33                | 3 novembre 2011  | Spacewatch                   |
| 797862 | 2011 VG34                | 3 novembre 2011  | Mount Lemmon Survey          |
| 797863 | 2011 VN35                | 2 novembre 2011  | Spacewatch                   |
| 797864 | 2011 VY35                | 3 novembre 2011  | Spacewatch                   |
| 797865 | 2011 VD36                | 15 novembre 2011 | Mount Lemmon Survey          |
| 797866 | 2011 VY36                | 15 novembre 2011 | Mount Lemmon Survey          |
| 797867 | 2011 VB37                | 2 novembre 2011  | Mount Lemmon Survey          |
| 797868 | 2011 VG37                | 2 novembre 2011  | Mount Lemmon Survey          |
| 797869 | 2011 VJ37                | 1 novembre 2011  | Spacewatch                   |
| 797870 | 2011 VY37                | 3 novembre 2011  | Mount Lemmon Survey          |
| 797871 | 2011 WK6                 | 6 ottobre 2016   | Pan-STARRS                   |
| 797872 | 2011 WO9                 | 25 ottobre 2011  | Pan-STARRS                   |
| 797873 | 2011 WB22                | 17 novembre 2011 | Mount Lemmon Survey          |
| 797874 | 2011 WT23                | 17 novembre 2011 | Mount Lemmon Survey          |
| 797875 | 2011 WH35                | 26 ottobre 2011  | Pan-STARRS                   |
| 797876 | 2011 WA39                | 16 novembre 1998 | Spacewatch                   |
| 797877 | 2011 WZ39                | 13 febbraio 2008 | Spacewatch                   |
| 797878 | 2011 WC42                | 3 novembre 2011  | Mount Lemmon Survey          |
| 797879 | 2011 WW51                | 23 novembre 2011 | Mount Lemmon Survey          |
| 797880 | 2011 WL60                | 26 ottobre 2011  | Pan-STARRS                   |
| 797881 | 2011 WE61                | 26 ottobre 2011  | Pan-STARRS                   |
| 797882 | 2011 WF65                | 12 dicembre 2001 | NEAT                         |
| 797883 | 2011 WX72                | 25 ottobre 2011  | Spacewatch                   |
| 797884 | 2011 WC73                | 31 ottobre 2011  | T. V. Kryachko, B. Satovskij |
| 797885 | 2011 WX74                | 23 novembre 2011 | Spacewatch                   |
| 797886 | 2011 WG76                | 23 novembre 2011 | Mount Lemmon Survey          |
| 797887 | 2011 WY76                | 1 settembre 2005 | Spacewatch                   |
| 797888 | 2011 WP77                | 31 ottobre 2011  | Spacewatch                   |
| 797889 | 2011 WV77                | 25 ottobre 2011  | Pan-STARRS                   |
| 797890 | 2011 WJ83                | 24 novembre 2011 | Pan-STARRS                   |
| 797891 | 2011 WZ85                | 3 maggio 2008    | Spacewatch                   |
| 797892 | 2011 WH96                | 22 dicembre 2006 | Mount Lemmon Survey          |
| 797893 | 2011 WK101               | 27 novembre 2011 | Mount Lemmon Survey          |
| 797894 | 2011 WU101               | 26 ottobre 2011  | Pan-STARRS                   |
| 797895 | 2011 WQ111               | 30 novembre 2011 | Mount Lemmon Survey          |
| 797896 | 2011 WD138               | 19 ottobre 2011  | Spacewatch                   |
| 797897 | 2011 WN138               | 26 ottobre 2011  | Pan-STARRS                   |
| 797898 | 2011 WB143               | 24 ottobre 2011  | Pan-STARRS                   |
| 797899 | 2011 WT145               | 25 novembre 2011 | Pan-STARRS                   |
| 797900 | 2011 WU146               | 20 ottobre 2011  | Mount Lemmon Survey          |

## 797901–798000
| Nome   | Designazione provvisoria | Data di scoperta  | Scopritore              |
| ------ | ------------------------ | ----------------- | ----------------------- |
| 797901 | 2011 WH149               | 30 novembre 2011  | Mount Lemmon Survey     |
| 797902 | 2011 WL157               | 28 aprile 2014    | CTIO-DECam              |
| 797903 | 2011 WA163               | 23 novembre 2011  | Spacewatch              |
| 797904 | 2011 WR163               | 28 novembre 2011  | Spacewatch              |
| 797905 | 2011 WT164               | 25 novembre 2011  | Pan-STARRS              |
| 797906 | 2011 WU164               | 27 novembre 2011  | Mount Lemmon Survey     |
| 797907 | 2011 WD165               | 18 novembre 2011  | CSS                     |
| 797908 | 2011 WF165               | 20 novembre 2011  | A. Asami, K. Nishiyama  |
| 797909 | 2011 WR165               | 16 novembre 2011  | Spacewatch              |
| 797910 | 2011 WK166               | 12 agosto 2015    | Pan-STARRS              |
| 797911 | 2011 WC168               | 5 giugno 2014     | Pan-STARRS              |
| 797912 | 2011 WH168               | 24 novembre 2017  | Pan-STARRS              |
| 797913 | 2011 WL168               | 11 febbraio 2013  | CSS                     |
| 797914 | 2011 WM168               | 6 novembre 2015   | Mount Lemmon Survey     |
| 797915 | 2011 WO169               | 22 novembre 2011  | Mount Lemmon Survey     |
| 797916 | 2011 WW169               | 6 marzo 2013      | Pan-STARRS              |
| 797917 | 2011 WO170               | 25 luglio 2015    | Pan-STARRS              |
| 797918 | 2011 WY171               | 27 novembre 2011  | Mount Lemmon Survey     |
| 797919 | 2011 WJ173               | 31 gennaio 2017   | Pan-STARRS              |
| 797920 | 2011 WT176               | 25 novembre 2011  | Pan-STARRS              |
| 797921 | 2011 WD177               | 16 novembre 2011  | Mount Lemmon Survey     |
| 797922 | 2011 WA179               | 23 novembre 2011  | Mount Lemmon Survey     |
| 797923 | 2011 WF179               | 18 novembre 2011  | Mount Lemmon Survey     |
| 797924 | 2011 WH179               | 30 novembre 2011  | Spacewatch              |
| 797925 | 2011 WW180               | 25 novembre 2011  | Pan-STARRS              |
| 797926 | 2011 WK181               | 30 novembre 2011  | Mount Lemmon Survey     |
| 797927 | 2011 WX182               | 22 novembre 2011  | Mount Lemmon Survey     |
| 797928 | 2011 WZ182               | 24 novembre 2011  | Mount Lemmon Survey     |
| 797929 | 2011 WB183               | 17 novembre 2011  | Mount Lemmon Survey     |
| 797930 | 2011 WV184               | 28 aprile 2014    | CTIO-DECam              |
| 797931 | 2011 WE185               | 26 novembre 2011  | Mount Lemmon Survey     |
| 797932 | 2011 WZ186               | 28 novembre 2011  | Mount Lemmon Survey     |
| 797933 | 2011 WN187               | 18 novembre 2011  | Mount Lemmon Survey     |
| 797934 | 2011 WR187               | 17 novembre 2011  | Mount Lemmon Survey     |
| 797935 | 2011 WF188               | 24 novembre 2011  | Mount Lemmon Survey     |
| 797936 | 2011 WE189               | 24 novembre 2011  | Pan-STARRS              |
| 797937 | 2011 XM1                 | 4 dicembre 2011   | Pan-STARRS              |
| 797938 | 2011 XH6                 | 9 settembre 2015  | Pan-STARRS              |
| 797939 | 2011 XV6                 | 6 dicembre 2011   | Pan-STARRS              |
| 797940 | 2011 YN6                 | 30 settembre 2006 | Spacewatch              |
| 797941 | 2011 YO10                | 17 gennaio 2001   | AMOS                    |
| 797942 | 2011 YA12                | 24 dicembre 2011  | Mount Lemmon Survey     |
| 797943 | 2011 YS31                | 26 dicembre 2011  | Spacewatch              |
| 797944 | 2011 YR49                | 28 dicembre 2011  | Mount Lemmon Survey     |
| 797945 | 2011 YF50                | 30 novembre 2011  | Mount Lemmon Survey     |
| 797946 | 2011 YM51                | 31 dicembre 2011  | Mount Lemmon Survey     |
| 797947 | 2011 YY54                | 29 dicembre 2011  | Spacewatch              |
| 797948 | 2011 YZ64                | 31 dicembre 2011  | Spacewatch              |
| 797949 | 2011 YL66                | 31 dicembre 2011  | Spacewatch              |
| 797950 | 2011 YP68                | 31 dicembre 2011  | CSS                     |
| 797951 | 2011 YM74                | 29 dicembre 2011  | Mount Lemmon Survey     |
| 797952 | 2011 YM75                | 3 ottobre 2021    | H. Gröller, R. Mastaler |
| 797953 | 2011 YQ79                | 30 agosto 2005    | Spacewatch              |
| 797954 | 2011 YK80                | 29 dicembre 2011  | Spacewatch              |
| 797955 | 2011 YK85                | 28 dicembre 2011  | Mount Lemmon Survey     |
| 797956 | 2011 YU87                | 12 gennaio 2018   | Pan-STARRS              |
| 797957 | 2011 YX89                | 31 dicembre 2011  | Mount Lemmon Survey     |
| 797958 | 2011 YZ89                | 9 dicembre 2015   | Pan-STARRS              |
| 797959 | 2011 YW91                | 29 dicembre 2011  | Mount Lemmon Survey     |
| 797960 | 2011 YQ94                | 31 dicembre 2011  | Spacewatch              |
| 797961 | 2011 YS94                | 30 dicembre 2011  | Mount Lemmon Survey     |
| 797962 | 2011 YB95                | 29 dicembre 2011  | Mount Lemmon Survey     |
| 797963 | 2011 YJ95                | 24 dicembre 2011  | Mount Lemmon Survey     |
| 797964 | 2011 YK95                | 29 dicembre 2011  | Mount Lemmon Survey     |
| 797965 | 2011 YL95                | 27 dicembre 2011  | Mount Lemmon Survey     |
| 797966 | 2011 YO95                | 29 dicembre 2011  | Mount Lemmon Survey     |
| 797967 | 2011 YS95                | 27 dicembre 2011  | Mount Lemmon Survey     |
| 797968 | 2011 YC97                | 29 dicembre 2011  | Mount Lemmon Survey     |
| 797969 | 2011 YS99                | 29 dicembre 2011  | Spacewatch              |
| 797970 | 2012 AL9                 | 2 gennaio 2012    | Spacewatch              |
| 797971 | 2012 AF13                | 4 gennaio 2012    | Spacewatch              |
| 797972 | 2012 AW22                | 1 gennaio 2012    | Mount Lemmon Survey     |
| 797973 | 2012 AT27                | 27 agosto 2014    | Pan-STARRS              |
| 797974 | 2012 AE28                | 14 gennaio 2012   | Spacewatch              |
| 797975 | 2012 AW29                | 1 gennaio 2012    | Mount Lemmon Survey     |
| 797976 | 2012 AV30                | 1 febbraio 2017   | Mount Lemmon Survey     |
| 797977 | 2012 AG32                | 14 gennaio 2012   | Mount Lemmon Survey     |
| 797978 | 2012 AW33                | 2 gennaio 2012    | Spacewatch              |
| 797979 | 2012 AZ33                | 2 febbraio 2008   | Spacewatch              |
| 797980 | 2012 AL34                | 2 gennaio 2012    | Spacewatch              |
| 797981 | 2012 AH35                | 2 gennaio 2012    | Mount Lemmon Survey     |
| 797982 | 2012 AL35                | 2 gennaio 2012    | Mount Lemmon Survey     |
| 797983 | 2012 AM35                | 2 gennaio 2012    | Spacewatch              |
| 797984 | 2012 AE37                | 17 febbraio 2007  | Mount Lemmon Survey     |
| 797985 | 2012 AL38                | 2 gennaio 2012    | Spacewatch              |
| 797986 | 2012 BX                  | 16 gennaio 2012   | L. Bernasconi           |
| 797987 | 2012 BL1                 | 2 gennaio 2012    | CSS                     |
| 797988 | 2012 BB2                 | 17 gennaio 2012   | LINEAR                  |
| 797989 | 2012 BJ2                 | 27 dicembre 2011  | L. Elenin               |
| 797990 | 2012 BP4                 | 30 gennaio 2008   | Mount Lemmon Survey     |
| 797991 | 2012 BT5                 | 29 dicembre 2011  | Spacewatch              |
| 797992 | 2012 BB8                 | 18 gennaio 2012   | Mount Lemmon Survey     |
| 797993 | 2012 BJ8                 | 26 ottobre 2005   | Spacewatch              |
| 797994 | 2012 BG12                | 30 dicembre 2011  | Spacewatch              |
| 797995 | 2012 BU12                | 18 gennaio 2012   | Mount Lemmon Survey     |
| 797996 | 2012 BM13                | 18 gennaio 2012   | Spacewatch              |
| 797997 | 2012 BO13                | 19 gennaio 2012   | Pan-STARRS              |
| 797998 | 2012 BE15                | 28 dicembre 2011  | Mount Lemmon Survey     |
| 797999 | 2012 BM31                | 20 gennaio 2012   | Spacewatch              |
| 798000 | 2012 BQ31                | 20 gennaio 2012   | L. Elenin               |